# チュリム川
チュリム川（チュリムがわ、英語: Chulym、ロシア語: Чулым、チュリム語: Чуйым）はロシアのクラスノヤルスク地方およびトムスク州を流れる川で、西シベリアの大河オビ川の右支流である。長さは1,799km、流域面積は134,000平方kに及び、西シベリア低地の南東部を占める。
流域の主な町はナザロヴォ、アチンスク、アシノなどがある。
南シベリアのハカス共和国の首都アバカンの北西、高さ2,211mのクズネツク・アラタウ山脈に発する白イユス川（Белый Июс）および黒イユス川（Чёрный Июс）の合流により、チュリム川が形成される。最初は北へ流れクラスノヤルスク地方に入り、シベリア鉄道がチュリム川を越えるアチンスクの町を経てアシノ付近で北西に向きを変え、ウスチ＝チュリムでオビ川上流と合流する。
中流域および下流域にはテュルク系の民族チュリム人が住む。